# Margareta Hydén
Ebba Margareta Elisabet Hydén, född 11 maj 1948 i Stockholm, är en svensk genusforskare.
Hydén avlade socionomexamen vid Socialhögskolan i Stockholm 1972, blev legitimerad psykoterapeut 1990 och disputerade 1992 vid Stockholms universitet med avhandlingen "Woman Battering as Marital Act. The Construction of a Violent Marriage" . Hon blev docent 1998 och är sedan 2004 professor i socialt arbete vid Linköpings universitet, vilket gjorde att Linköpings universitet fick sin första professor inom ämnet . Sedan 2006 är Hydén ledamot i brottsförebyggande rådets vetenskapliga råd samt brottsoffermyndighetens vetenskapliga råd och hon är även medlem i beredningsgruppen för sociala relationer vid forskningsrådet för hälsa, arbetsliv och välfärd (Forte). 
Hydén är även initiativtagare till det tvärvetenskapliga samarbetsprojektet ”Responses to Interpersonal Violence Internationl Network” där våld mellan individer studeras i olika kulturella sammanhang av ett tjugotal internationella forskare . Våld i nära relationer är hennes primära forskningsområde, men hennes forskning berör även familjeforskning, kunskapsutveckling i social arbete, genusvetenskaplig forskning i socialt arbete, forskningsmetodik för studier av känsliga ämnen och narrativ teori och analys. Hon var del av den grupp som introducerade narrativa studier i Sverige . 
Hydén var under 1980-talet med och grundade den ledande oberoende tidskriften för socialt arbete och psykoterapi, Socionomen . Utöver Socionomen är hon även i redaktionsrådet för tre internationella tidskrifter samt en svensk. 
2019 delade Centralförbundet för Socialt Arbete (CSA) ut sin hedersutmärkelse till Hydén för dennes forskning inom våld i nära relationer. Enligt styrelsens motivering har Hydén ”strävat efter att tolka och förstå våldet ur alla inblandade parters perspektiv” samt ”visat att socialarbetarens kompetens, förmåga och möjlighet att bemöta problemen är av central betydelse” . 
Hydéns forskning användes år 2001 av manusförfattaren och regissören Philip Ronne som grund för pjäsen ”Den gråtande mannen” som behandlar ämnet om mäns våld mot kvinnor och frågan varför män slår, berättat ur mannens perspektiv . 

## Akademiska uppdrag i urval
- 2010 - Ledamot av Regionala Etikprövningsnämnden i Linköping
- 2008 - 2009 Ledamot av prioriteringskommittén Välfärd och socialförsäkring, FAS
- 2006 - Ledamot av Brottsoffermyndighetens vetenskapliga råd
- 2007 - Ledamot av Brottsförebyggande rådets vetenskapliga råd
- 2007 - 2009 Styrelseledamot, Institutet för utveckling av metoder i socialt arbete/Socialstyrelsen